# شاهنامه حیرتی تونی
شاهنامهٔ حیرتی تونی یا «کتیب معجزات»  حماسه‌ای است مذهبی و کمیاب و نادر الوجود در ادبیانت فارسی، پیرامون رشادت‌های پیامبر اسلام و امامان که توسط حیرتی تونی تدوین شده‌است. این اثر در بحر هزج مسدس مقصور یا محذوف  در دوران صفویه سروده شده‌است.
وی در به نظم در آوردن کتاب از «بهجه المباهج» نوشته حسن سبزواری  استفاده کرده‌است.
این اثر در ۲۱۶۰۰ بیت سروده شده‌است.